# 布莱塞
布莱塞（法語：Blessey，法語發音：[blɛsɛ]）是法国科多尔省的一个旧市镇，属于蒙巴尔区。2009年，布莱塞与市镇圣日耳曼-苏尔斯塞纳合并为新市镇苏尔斯塞纳。

## 地理
布莱塞（47°29'0"N, 4°41'0"E）面积，位于法国勃艮第-弗朗什-孔泰大區科多尔省，该省份为法国中东部省份，北起奥布省，西接涅夫勒省和约讷省，南至索恩-卢瓦尔省，东南接汝拉省，东临上索恩省，东北部与上马恩省接壤。
布莱塞的时区为UTC+01:00、UTC+02:00（夏令时）。

## 行政
布莱塞的邮政编码为21690，INSEE市镇编码为21084。

## 人口
布莱塞于2006时的人口数量为24人。